# 555
Năm 555 là một năm trong lịch Julius.

## Sự kiện
- Bắt đầu thời kỳ trị vì của nhà Tây Lương

## Mất
- Lương Nguyên Đế, vị vua thứ 3 nhà Lương ở Nam triều - Trung Quốc
- Lý Thiên Bảo, tức Đào Lang vương (anh của Lý Nam Đế) của Việt Nam, cát cứ tại động Dã Năng.